# Balatonkenese
Balatonkenese – miasto w zachodniej części Węgier, w Komitacie Veszprém, w powiecie Balatonalmádi, nad brzegiem jeziora Balaton. Według danych na 2017 rok miasto zamieszkały 2,632 osoby.